# Recensământul lui Quirinius
Recensământul lui Quirinius a fost un recensământ al Imperiului Roman din provincia Iudeea făcut în 6 d.Hr., la formarea provinciei, de către guvernatorul Siriei romane, Publius Sulpicius Quirinius. Recensământul a declanșat o revoltă a extremiștilor evrei (numiți zeloți) conduși de Iuda Galileeanul.
Evanghelia după Luca folosește recensământul pentru a data nașterea lui Isus, pe care Evanghelia după Matei o plasează în timpul lui Irod cel Mare (care a murit între 5 î.Hr. și 1 d.Hr.). Majoritatea savanților critici recunosc că Luca greșește, în timp ce savanții religioși au încercat să explice confuzia prin afirmații neverificate istoric.

## Prezentare generală

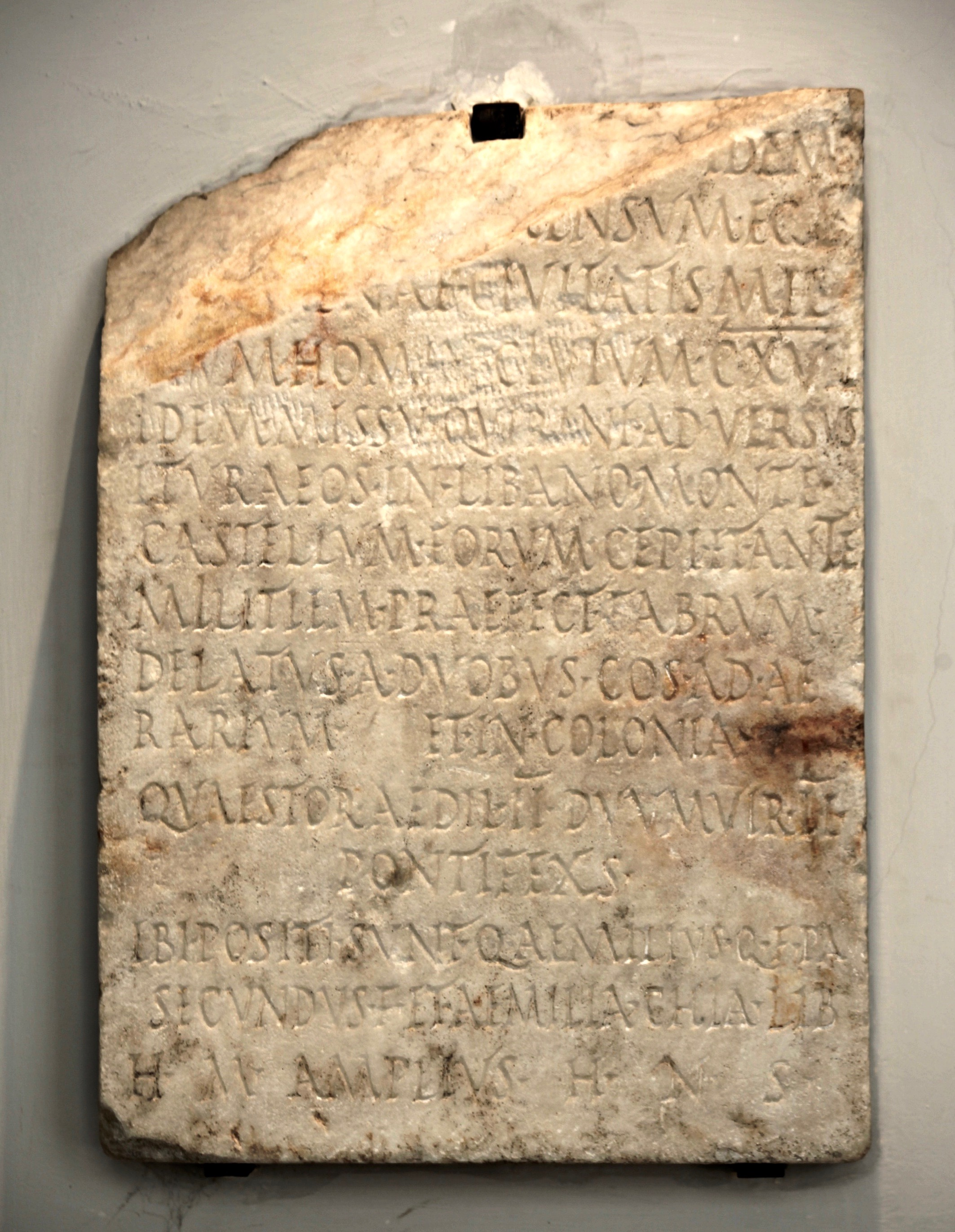
Piatra funerară a lui Quintus Aemilius Secundus, conform căreia a supravegheat recensământul din Apamea, Siria; Muzeul Național de Arheologie din Veneția

Irod I (Irod cel Mare, c. 72 – 4 î.Hr.), a fost un rege client roman al cărui teritoriu includea Iudeea. La moartea sa, regatul său a fost împărțit în trei, fiecare secțiune fiind condusă de unul dintre fiii săi. În 6 d.Hr., împăratul Augustus l-a detronat pe Irod Arhelau, care condusese cea mai mare secțiune și a convertit teritoriul în provincia romană Iudeea.
Pentru a impune un impozit pe proprietate ad valorem în noua provincie, Publius Sulpicius Quirinius, legatul (guvernatorul) provinciei Siria Romană începând cu anul 6 d.Hr., a fost desemnat să efectueze un recensământ în Iudeea. Aceasta trebuia să înregistreze numele proprietarilor proprietăților impozabile, împreună cu valoarea acestora, pentru a fi impozitați.
Recensământul a declanșat o revoltă a extremiștilor evrei (numiți Zeloți) sub conducerea lui Iuda Galileeanul. (Galileea însăși a fost un teritoriu separat sub stăpânirea lui Irod Antipa.) Iuda pare să fi considerat recensământul inacceptabil pentru că era contrar unei porunci biblice (lectura tradițională evreiască a Exodus 30:12) și pentru că ar duce la taxe plătite în monede păgâne purtând o imagine a împăratului.
O inscripție funerară din secolul I a unui prefect numit Quintus Aemilius Secundus menționează serviciul său sub Quirinius, în Siria, unde a supravegheat recensământul din Apamea.

## Evanghelia după Luca
Spre deosebire de Evanghelia după Matei, care plasează nașterea lui Isus în timpul lui Irod I, Evanghelia după Luca (Luca 2:1–5) o corelează cu recensământul:
„În zilele acelea, a ieșit un decret de la Cezar Augustus să se înscrie toată lumea. Acest recensământ s-a făcut pentru prima oară în timp ce în Siria era guvernator Quirinius. Toți se duceau să se înscrie, fiecare în cetatea lui. Iosif a plecat și el din Galileea, din cetatea Nazaret, înspre Iudeea, în cetatea lui David, numită Betleem, pentru că era din casa și spița lui David, ca să se înscrie împreună cu Maria, logodnica lui, care era însărcinată.”
Cei mai mulți erudiți biblici au recunoscut că Evanghelia după Luca este eronată. Autorul ei pare să fi invocat recensământul ca motivație a lui Iosif și a Mariei pentru a pleca din „propriul oraș” din Nazaret, Galileea, spre Betleem. În plus, autorul ar fi dorit să contrasteze supunerea lui Iosif și Mariei față de edictul roman cu rebeliunea zeloților și, de asemenea, să găsească împlinirea profeției din Psalmul 87:6: „În recensământul popoarelor, acolo se vor naște [prinți].” (Luca și Matei oferă, de asemenea, relatări diferite despre plecarea familiei din Betleem.)
Savanții subliniază că nu a existat un singur recensământ al întregului Imperiu Roman sub Augustus și că romanii nu impozitau direct regatele client; în plus, niciun recensământ roman nu impunea ca oamenii să călătorească din casele lor la cele ale strămoșilor lor. Un recensământ al Iudeei nu l-ar fi afectat pe Iosif și familia lui, care trăiau în Galileea sub un alt conducător; revolta lui Iuda Galileeanul sugerează că impozitarea directă a Romei asupra Iudeii era nouă la acea vreme. Preotul catolic și biblistul Raymond E. Brown afirmă că locul de origine al lui Iuda ar fi putut să-l fi făcut pe autorul lui Luca să creadă că Galileea a fost supusă recensământului, deși regiunea este distinsă clar de Iudeea în altă parte a Evangheliei. Brown subliniază, de asemenea, că în Faptele Apostolilor, Luca Evanghelistul (autorul asumat tradițional al ambelor cărți) datează revolta lui Iuda provocată de recensământ ca urmare a revoltei lui Teuda patru decenii mai târziu.

### Apologetică religioasă
Apologetul creștin timpuriu Iustin Martirul (c. 100 – c. 165) a susținut fără dovezi că nașterea lui Isus a fost înregistrată în recensământ.
Unii savanți moderni în domeniul religiei au făcut încercări de a reconcilia eroarea lui Luca, care, conform lui Géza Vermes, contrazice faptele istorice, presupunând că Luca se referă la Recensământul lui Quirinius. Savanții religioși au postulat în general că a avut loc un recensământ anterior, invocând afirmații nedovedite. Ralph Martin Novak explică că atât cariera lui Quirinius, cât și numele și datele guvernatorilor sunt bine documentate și nu există timp înainte de anul 6 d.Hr. în care Quirinius ar fi putut servi un mandat anterior ca guvernator al Siriei. Vermes descrie încercările de a apăra istoricitatea narațiunilor biblice despre naștere drept „acrobații exegetice”; Novak subliniază că astfel de opinii izvorăsc din „ineranța biblică”, credința că Biblia este fără eroare.
Mai exact, Paul Barnett teoretizează că un recensământ fără legătură cu impozitarea a avut loc înainte de mandatul lui Quirinius. Anthony Giambrone argumentează pe baza scrierilor lui Casiodor că Luca se referă la o politică a lui Augustus de a întreprinde recensăminte diferite, dar slab coordonate în provinciile locale și statele client ale imperiului. Wayne Brindle susține că traducerea Evangheliei este ambiguă și, prin urmare, se referă la un recensământ anterior desfășurat în timpul domniei lui Irod cel Mare ca urmare a circumstanțelor tulburi de la sfârșitul vieții sale. El mai susține că Quirinus deținea puterea administrativă în regiunea Siria în acea perioadă, ca parte a unei guvernări duale cu Gaius Sentius Saturninus, primul deținând puterea militară și cel din urmă puterea politică.

## Galerie
|                                                                                                 |
| Jan Luyken, Iosif și Maria la recensământ (1700), gravură și tipărire de carte, Haarlem, Olanda |

| |
| Jan Luyken, Iosif și Maria la recensământ (1703), gravură și tipărire de cărți, Haarlem, Țările de Jos |